# Les Hommes de l'acier
Pour plus de détails, voir Fiche technique et Distribution.
Les Hommes de l'acier est un film français de court métrage réalisé par Jean Tedesco, sorti en 1951.

## Synopsis
L'évolution des méthodes de travail dans la sidérurgie française au début des années 1950.

## Fiche technique
- Titre : Les Hommes de l'acier
- Réalisation : Jean Tedesco
- Photographie : Marcel Paulis
- Musique : Arthur Hoérée
- Société de production : Les Films du Bélier
- Lieu de tournage : Rombas
- Pays d'origine :  France
- Durée : 22 minutes
- Date de sortie : 
  - France : 1951